# Lime Technologies
Lime Technologies AB är ett svenskt SaaS-bolag. Bolaget grundades 1990 i Lund. 
Lime Technologies-aktien börsnoterades 2018 på Nasdaq Stockholm, inom sektorn Teknik. Sedan 4 januari 2021 handlas aktien på Mid Cap-listan.
Lime erbjuder både mjukvara och tjänster för att företag ska kunna stärka sina kundrelationer och optimera sina kundresor. Bland deras produkter finns Lime CRM, Lime Go, Lime Connect och Lime Intenz. 
2024 förvärvade Lime SportAdmin, som hackades i januari 2025.
Lime har cirka 500 anställda och finns representerat i Europa med kontor i Sverige, Norge, Danmark, Finland, Tyskland, Nederländerna och Polen.